# Wladimiro Falcone
Wladimiro Falcone (ur. 12 kwietnia 1995 w Rzymie) – włoski piłkarz występujący na pozycji bramkarza we włoskim klubie Lecce. W trakcie swojej kariery grał także w takich zespołach, jak Como, Savona, Livorno, Bassano Virtus, Gavorrano, Lucchese oraz Cosenza. Młodzieżowy reprezentant Włoch.